# Linéaire A
Le « linéaire A » est une écriture, encore non déchiffrée, qui fut utilisée dans la Crète ancienne à l'époque minoenne. C'est Arthur Evans au début du XXe siècle qui découvrit en Crète les vestiges de cette écriture, ainsi que des autres écritures anciennes, qu'il nomma respectivement « hiéroglyphes crétois », « linéaire A » et « linéaire B », de la plus ancienne à la plus récente. Le « linéaire A » apparaît au plus tôt vers 1900 av. J.-C., avant les invasions grecques. Il cesse d'être utilisé au plus tard vers 1400 av. J.-C., alors que les Mycéniens ont pris le contrôle de l'île et que le linéaire B est apparu ; une utilisation simultanée des deux systèmes graphiques est ponctuellement observée sur certains sites notamment dans le sud de la Crète.
On dispose d'environ 1500 fragments portant un total d'environ 8000 signes écrits dans cette écriture. C'est le site d'Haghia Triada, dans la Messará (sud de la Crète), qui a fourni le plus de tablettes d'argile incisées en « linéaire A ». Celui-ci se compose d'environ quatre-vingt-dix signes et idéogrammes, formant un système probablement syllabique, et généralement écrit de gauche à droite (bien que de rares inscriptions soient dans le sens opposé). Le code ISO 15924 du « linéaire A » est Lina.
Le « linéaire A » dérive des hiéroglyphes crétois, et a lui-même ensuite donné naissance au « linéaire B », ainsi qu'au « syllabaire chypro-minoen », en usage à Chypre. Ce dernier est non déchiffré, comme le « linéaire A », et aurait donné le « syllabaire chypriote », qui est, lui, parfaitement lisible et note un dialecte grec. Le linéaire B, utilisé en Crète et en Grèce, a été déchiffré dans les années 1950 par Michael Ventris et transcrit le grec mycénien ; comme il partage  nombre de signes avec le linéaire A, on suppose que ces signes ont une valeur phonétique identique ou proche mais ce n'est pas certain. On suppose qu'il transcrit la langue des Minoens, inconnue, hormis que ce n'est pas du grec.

## Histoire

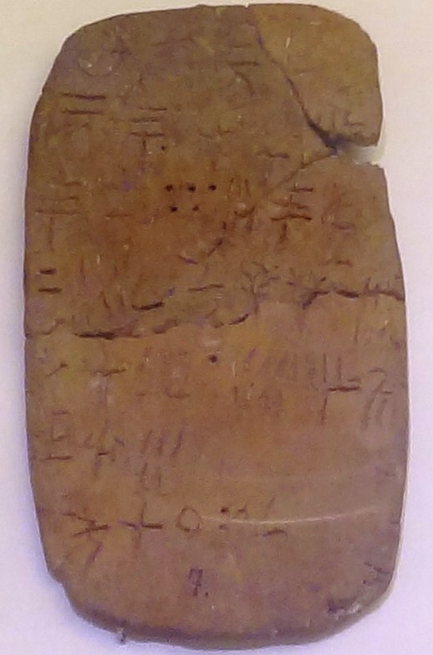
Tablette d'argile en « linéaire A » d'Aghia Triada (Musée archéologique d'Héraklion).

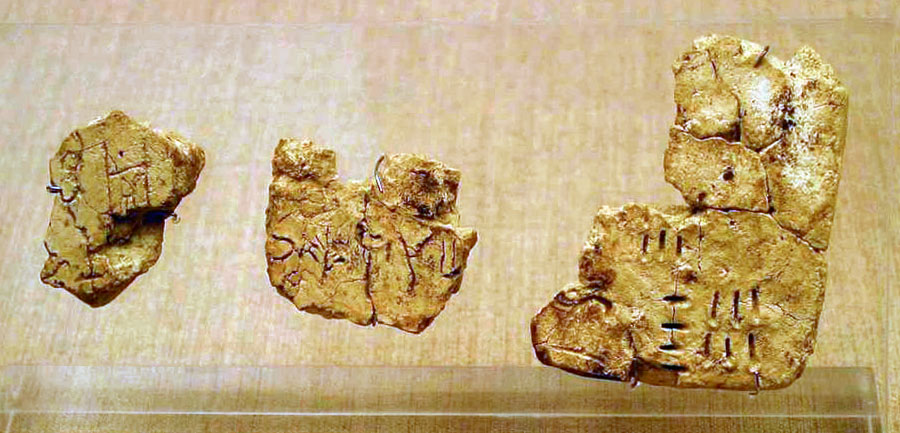
Écritures en « linéaire A » sur des tablettes trouvées à Akrotiri (Santorin).

L'écriture appelée conventionnellement « linéaire A » apparaît en Crète à l'époque des premiers palais minoens, au Minoen Moyen II (entre 1900 et 1800, ou entre 1800 et 1700 av. J.-C.). Elle reste utilisée par l'administration palatiale minoenne pendant toute la période des seconds palais, jusqu'au Minoen Récent IB (aux alentours de 1550-1500 av. J.-C.), voire peut-être jusqu'au Minoen Récent II (aux alentours de 1450-1400 av. J.-C.).
Les premiers documents en « linéaire A », les documents datant de l'époque des premiers palais, viennent tous du palais de Phaistos. Ils sont plus anciens que les premiers documents attestés en hiéroglyphes crétois. La période des seconds palais crétois est l'Âge d'or du « linéaire A » : c'est de cette époque que datent l'immense majorité des documents conservés, et c'est à cette époque que l'aire de dispersion des documents est maximale. On a trouvé des documents inscrits en « linéaire A » en Crète, mais aussi dans les Cyclades, à Cythère et en Laconie.
Contrairement aux documents en « linéaire B », les documents en « linéaire A » ne proviennent pas uniquement des centres palatiaux : ils peuvent provenir de palais comme Cnossos ou Phaistos, de centres urbains comme Tylissos, ou de sanctuaires comme Káto Sými. La diversité des contextes d'où ils proviennent fait écho à la diversité des types de documents attestés, puisque le « linéaire A » a servi à noter aussi bien des documents administratifs que des documents non administratifs, dont certains ont un caractère manifestement religieux. C'est là une autre grande différence avec le « linéaire B ».
Le « linéaire A » cesse d'être utilisé quand l'administration mycénienne de Cnossos supplante les administrations des palais minoens, au MR II. Seule une inscription en « linéaire A » incisée sur un vase de Cnossos, KN Zb 10, pourrait dater de cette époque.
Il est possible, mais sans qu'on puisse le prouver dans l'état actuel des connaissances, que l'étéocrétois du premier millénaire, écrit en alphabet grec, dérive de la langue notée par le « linéaire A ».
Le « linéaire A » est redécouvert au début du XXe siècle de notre ère, lors des fouilles de Cnossos menées par Sir Arthur Evans. Ce dernier réussit à distinguer le « linéaire A » des deux autres écritures crétoises avec lesquelles il a été trouvé, à savoir le « linéaire B » et le « hiéroglyphique crétois ». Aujourd'hui, le nombre d'inscriptions en « linéaire A » est de l'ordre de 1500. Les tentatives de déchiffrement sont restées infructueuses, malgré de nombreuses propositions.

## L'écriture
Les tablettes rédigées en « linéaire A » sont bien moins soignées que leurs équivalents ultérieurs en « linéaire B ». Elles sont plus petites, et les lignes d'écriture ne sont pas séparées par des lignes horizontales. Leur contenu n'est pas non plus classé par entrées marquant chaque fois le début d'une nouvelle ligne, mais au contraire il est d'usage de couper les mots et de disposer le résultat des opérations là où il y a de la place, de l'autre côté de la tablette si nécessaire. C'est ce qui rend l'analyse des tablettes en « linéaire A » si difficile par rapport à celles en « linéaire B ».
Le « linéaire A », au vu du nombre de caractères connus, est une écriture syllabique, comme le « linéaire B ». Le recueil des inscriptions en « linéaire A » de L. Godart et J. P. Olivier (GORILA), en 5 volumes, fournit une présentation standardisée des signes du « linéaire A » : 178 signes simples sont répertoriés (hors signes complexes, hors fractions), mais de nombreux signes ne sont observés qu'une fois. De fait, l'écriture semble utiliser de façon courante quelque 90 signes, dont la majorité se retrouve en « linéaire B ».
En effet, de nombreux caractères sont communs aux deux écritures, si bien qu'il est tentant de « lire » le « linéaire A » à partir des valeurs phonétiques connues des signes du « linéaire B ». Pourtant, il y a peu de mots en commun, mais ces quelques mots communs permettent de valider en partie l'hypothèse d'une même valeur phonétique pour les signes similaires des deux écritures. Par exemple, la combinaison de signes lue comme PA-I-TO en linéaire B se retrouve en linéaire A, et pourrait désigner la ville de Phaïstos.
En suivant cette analogie phonétique possible, la comparaison entre les deux écritures indique des différences dans l'utilisation des voyelles : en « linéaire B », les cinq voyelles sont bien présentes : a, e, i, o, u (avec les syllabes correspondantes : da, de, di, do, du, etc.), alors qu'en « linéaire A », on observe une sur-représentation des syllabes comportant les voyelles a, i et u. Ceci étant, il est possible que, en passant du « linéaire A » au « linéaire B », des signes aient changé de valeur phonétique.
Par ailleurs, outre les syllabogrammes, il existe  de nombreux signes interprétés comme des idéogrammes ou logogrammes, représentant les mêmes objets qu'en « linéaire B » (p. ex. « l'orge », « le vin », « les olives », « l'huile », etc.). On trouve aussi de nombreux signes en forme de vase

## Tentatives de déchiffrement

### Le répertoire de signes
| Linéaire A: le répertoire et l’énumération selon E. Bennett. Les valeurs de signes sont basés sur ceux du Linéaire B. | Linéaire A: le répertoire et l’énumération selon E. Bennett. Les valeurs de signes sont basés sur ceux du Linéaire B. | Linéaire A: le répertoire et l’énumération selon E. Bennett. Les valeurs de signes sont basés sur ceux du Linéaire B. | Linéaire A: le répertoire et l’énumération selon E. Bennett. Les valeurs de signes sont basés sur ceux du Linéaire B. | Linéaire A: le répertoire et l’énumération selon E. Bennett. Les valeurs de signes sont basés sur ceux du Linéaire B. | Linéaire A: le répertoire et l’énumération selon E. Bennett. Les valeurs de signes sont basés sur ceux du Linéaire B. | Linéaire A: le répertoire et l’énumération selon E. Bennett. Les valeurs de signes sont basés sur ceux du Linéaire B. | Linéaire A: le répertoire et l’énumération selon E. Bennett. Les valeurs de signes sont basés sur ceux du Linéaire B. | Linéaire A: le répertoire et l’énumération selon E. Bennett. Les valeurs de signes sont basés sur ceux du Linéaire B. | Linéaire A: le répertoire et l’énumération selon E. Bennett. Les valeurs de signes sont basés sur ceux du Linéaire B. | Linéaire A: le répertoire et l’énumération selon E. Bennett. Les valeurs de signes sont basés sur ceux du Linéaire B. | Linéaire A: le répertoire et l’énumération selon E. Bennett. Les valeurs de signes sont basés sur ceux du Linéaire B. |
| *01-*20 | *01-*20 | *21-*30 | *21-*30 | *31-*53 | *31-*53 | *54-*74 | *54-*74 | *76-*122 | *76-*122 | *123-*306 | *123-*306 |
| --- | --- | --- | --- | --- | --- | --- | --- | --- | --- | --- | --- |
| | DA *01 | | QI *21 | | SA *31 | | WA *54 | | VA *76 | | PI *123 |
| | RO *02 | | QA *21f | | CI *34 | | I *55 | | KA *77 | | *131a |
| | PA *03 | | *21m | | TI *37 | | PA3 *56 | | QE *78 | | *131b |
| | TE *04 | | MI? *22 | | E *38 | | JA *57 | | WO2? *79 | | KU *131c |
| | DU *05 | | MA *22f | | PI *39 | | SU *58 | | MA *80 | | TE *164 |
| | NA *06 | | ME *22m | | WI *40 | | TA *59 | | KU *81 | | Y *171 |
| | DI *07 | | MU *23 | | SI *41 | | RA *60 | | BU *82 | | LE *180 |
| | A *08 | | FI *23m | | KE *44 | | O *61 | | KO *85 | | *188 |
| | S *09 | | NE *24 | | SE *45 | | JU *65 | | VA *86 | | LO *191 |
| | SI *10 | | RU *26 | | E *46 | | TA2 *66 | | TWE *87 | | HO *301 |
| | *11 | | RE *27 | | BA *47 | | KI *67 | | *100/ *102 | | FU *302 |
| | ME *13 | | I *28 | | RE *49 | | TU *69 | | PE *118 | | RE *303 |
| | QA2 *16 | | U *28b | | PU *50 | | *70 | | FU *120 | | GU *304 |
| | ZA *17 | | Y *29 | | DU *51 | | MI *73 | | HI *120b | | ZI *305 |
| | ZO *20 | | NI *30 | | ZE *53 | | ZE *74 | | HU *122 | | LI *306 |

### Difficultés de déchiffrement

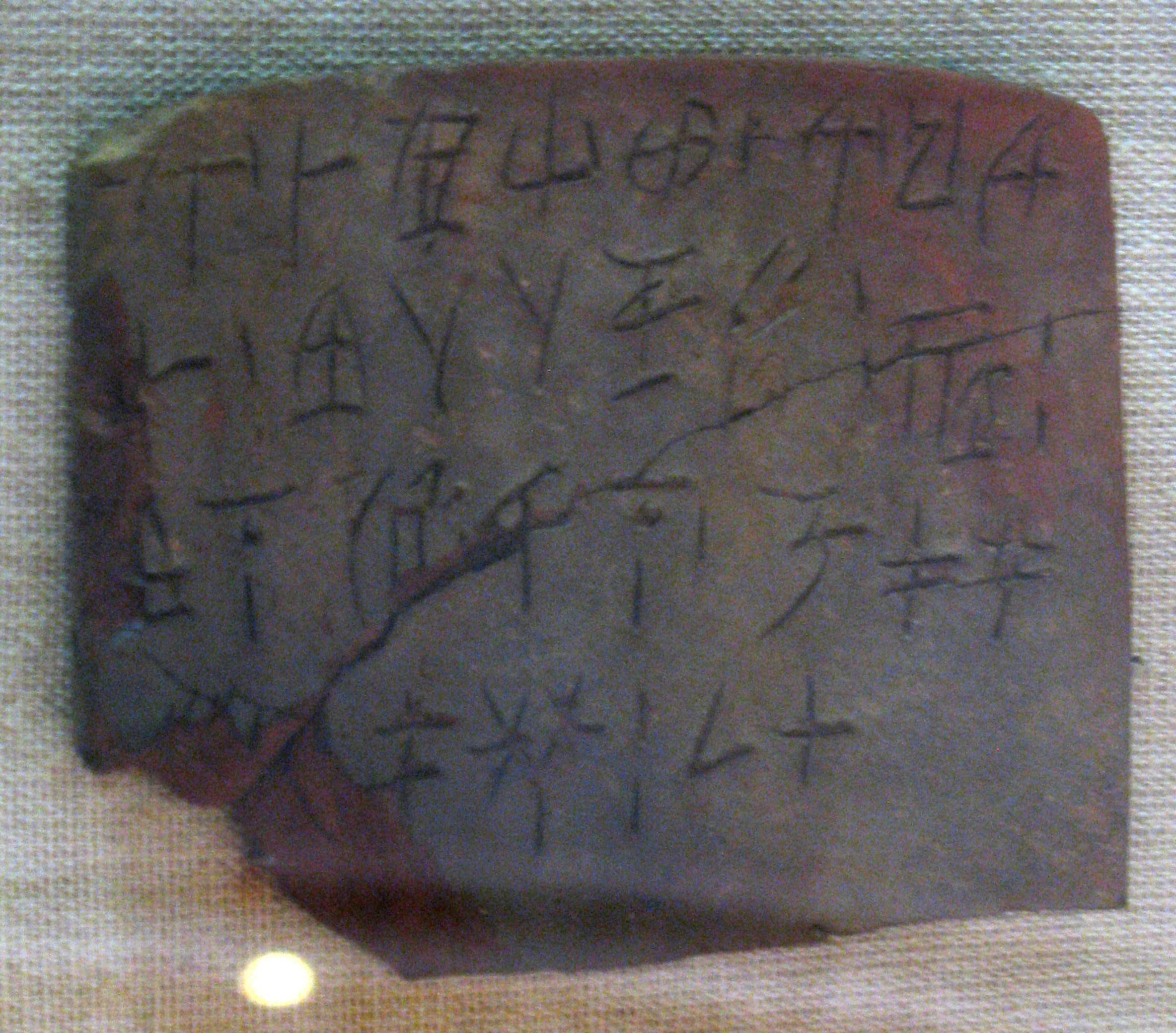
Tablette en « linéaire A » (Musée archéologique de La Canée).

Le « linéaire A » demeure indéchiffré à ce jour[Quand ?]. La principale difficulté est que les inscriptions connues en « linéaire A » ne totalisent que quelque huit mille signes, alors qu’il en faudrait au moins le triple pour pouvoir mener des investigations suffisantes[réf. souhaitée] ; à titre de comparaison, le « linéaire B » a été déchiffré par Ventris à partir d’un corpus de trente mille signes. De plus, les inscriptions retrouvées sont brèves, souvent incomplètes, et semblent être essentiellement des bordereaux administratifs.
Au surplus la langue de la civilisation minoenne que cette écriture transcrit n'est pas connue, et n'est certainement pas du grec si les signes du « linéaire A » qu'on retrouve en « linéaire B » ont la même valeur phonétique. L'hypothèse d'une appartenance à la grande famille des langues indo-européennes est souvent émise mais sans reposer sur des arguments solides. On a aussi proposé l'appartenance à la famille des langues sémitiques (cf. plus loin).
Les propositions de déchiffrement ont été multiples en un siècle, mais aucune à ce jour[Quand ?] n'a rencontré un consensus de la communauté scientifique. Elles reposent pour la plupart sur l'hypothèse qu'on peut lire les caractères du « linéaire A » avec les valeurs phonétiques des caractères qu'il partage avec le « linéaire B » (sachant qu'il existe de nombreux caractères en « linéaire A » qui n'ont pas leur équivalent en « linéaire B »). Cette méthode doit cependant être maniée avec prudence, car il n’est pas obligatoire que des signes similaires aient la même valeur dans les deux linéaires, comme l’illustre la comparaison des alphabets latin et cyrillique, qui partagent les signes В, С, H, P, Х et {YУ} tout en leur attribuant des valeurs différentes.
Les autres travaux réalisés, essentiellement statistiques, ont donné naissance à quelques hypothèses :
- le « linéaire A » semble ne transcrire qu'une seule langue sur l'ensemble de la Crète ;
- cette langue semble agglutinante, ce qui exclurait les idiomes indo-européens, et les idiomes sémitiques ;
- elle utilise un système arithmétique décimal non positionnel.

Néanmoins ces éléments restent pour l'instant des hypothèses.

### Noms de lieux

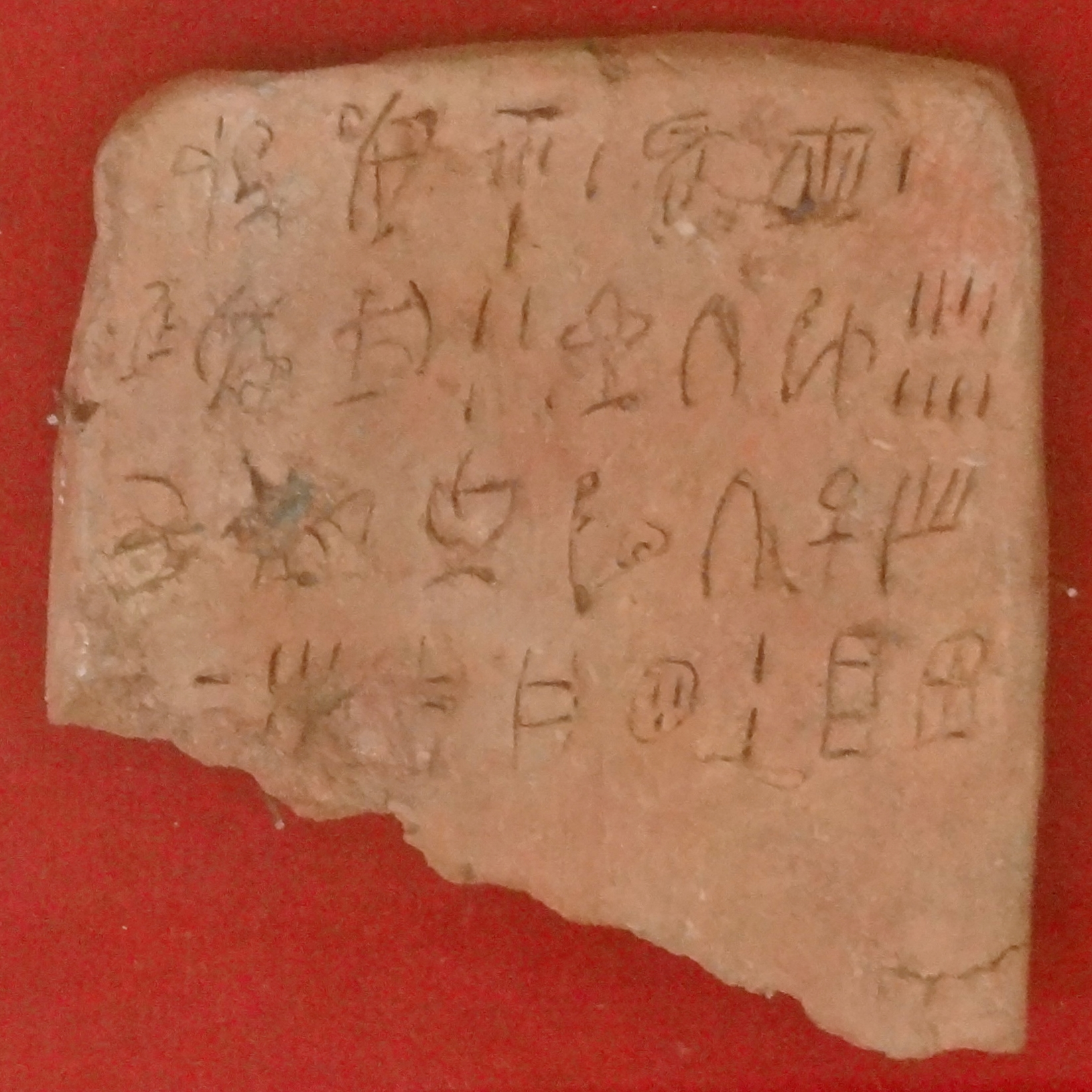
Tablette d'argile en « linéaire A » du palais de Zakros (Musée archéologique de Sitía).

Il existe des noms qui, lorsqu'on lit les signes de « linéaire A » avec leur ‘valeur’ en  « linéaire B », correspondent plus ou moins exactement à des lieux identifiés, attestés en « linéaire B » :
- PA-I-TO (HT 97, HT 120) : Phaistos (même forme en « linéaire B ») ;
- SU-KI-RI-TA (PH Wa 32) : Sybrita (en) (même forme en « linéaire B ») ;
- SE-TO-I-JA (PR Za 1b) : lieu discuté (Mont Iouktas ou Archanes ou Malia… ; même forme en « linéaire B ») ;
- TU-RU-SA (KO Za 1b,c) : Tylissos (tu-ri-so en « linéaire B ») ;
- KU-NI-SU (HT 10, HT 86, HT 95) : Knossos (ko-no-so en « linéaire B »).

On observera toutefois que, pour les deux derniers lieux, les formes en « linéaire A » et « linéaire B » diffèrent sur les voyelles. Il reste que la probabilité qu'elles représentent bien les lieux proposés est forte.
Dans les formulaires votifs du « linéaire A », sont aussi très plausibles les identifications de DI-KI-TE (présent dans des formes multiples : JA-DI-KI-TE-TE, A-DI-KI-TE, etc.) au mont Dicté (retrouvé en « linéaire B » comme di-ka-ta-de et di-ka-ta-jo) et I-DA au mont Ida (toutefois, cette dernière identification ne fait pas l'unanimité puisque l'I pourrait jouer le rôle de préfixe comme dans le couple DA-MA-TE et I-DA-MA-TE).
Bien d'autres toponymes sont retrouvés en « linéaire B » : a-mi-ni-so (Amnisos), a-pa-ta-wa (Aptara), ku-do-ni-ja (Kudonia), e-ko-so (Aksos), ru-ki-to (Lyktos), ka-ta-no (Kantanos), etc., mais leur identification avec des groupes de signes du « linéaire A » n'est pas acquise.

### Termes du langage mathématique
À partir des éléments contextuels, la signification de quelques mots peut être proposée. En particulier, l'un des termes les plus fréquents, KU-RO, se situe en fin de tablette, affecté d'un nombre qui totalise les nombres des lignes précédentes. Il doit donc signifier « total » ou un terme du genre « récapitulation, solde, cumul, ensemble ». Certains ont proposé le rapprochement avec le terme sémitique *kwl « tout ». Mais d'autres rapprochements ont aussi été évoqués : avec l'étrusque churu ayant un sens similaire, ou encore la racine proto-indo-européenne *kwol «tourner» par métathèse. Ce terme n'a rien à voir avec son équivalent en « linéaire B » (to-so), ce qui corrobore l'idée que la langue transcrite par le « linéaire A » est fondamentalement différente de celle transcrite par le « linéaire B ».
Le terme KI-RO, qui apparaît souvent dans des contextes similaires à KU-RO, est très probablement aussi un terme comptable et/ou fiscal, signifiant un reste, un déficit ou un dû.
Dans le cadre du système décimal (commun au « linéaire A », au hiéroglyphique et au « linéaire B »), de nombreux signes représentent des fractions numériques, codées par commodité par des lettres : J, E, F, K, X, A, etc. (appelées klasmatogrammes) ; pour certaines d'entre elles, des valeurs ont été proposées, présentant une bonne probabilité d'exactitude : 
*707 / J = fraction 1/2
*704 / E = fraction 1/4
*732 / JE = fraction 3/4
*705 / F = fraction 1/8
Une des inscriptions les plus instructives sur les valeurs de fractions est HT Zd 156 (retrouvée sur un mur de la villa d'Haghia Triada) où figure la séquence suivante :
*319   1    *319   1J     *319    2E     *319   3EF     TA-JA    K
On peut y voir une série géométrique de raison 3/2 : avec 1J = 3/2 donc J = 1/2 ; 2E = 9/4 donc E = 1/4 et 3EF = 27/8 donnant F = 1/8.
On peut supposer, si TA-JA est le terme pour le chiffre 5, comme il a été suggéré, que TA-JA+K = 81/16, ce qui donnerait à la fraction K la valeur de 1/16, mais cette option est discutée.

### Formulaires votifs
Si le « linéaire A » est essentiellement écrit sur des tablettes, on en trouve également gravé sur des objets votifs, avec un sens clairement moins utilitaire mais probablement à caractère religieux. Une séquence de signes se retrouve fréquemment, avec quelques variantes, dans de telles inscriptions : A-SA-SA-RA, également YA-SA-SA-RA-ME, dont on ignore si c'est un titre, un dieu ou une déesse, voire une prière.
Récemment, un article d'Olivier Samson utilisant un alignement multi-séquence du Formulaire votif a suggéré que le linéaire A est du grec minoen et influencé par les divinités sémitiques. L'article fournit la traduction suivante : 
| Transliteration:       | 1. A-TA-I-RI-WA-JA | 2. A-DI-KI-TE-TE   | 3. JA-SA-SA-RA-ME | 4. U-NA-KA-NA-SI | 5. I-PI-NA-MA | 6. SI-RU-TE | 7. I-NA-JA-PA-QA |
| Transcription Grecque: | 1. τα ἐλαια        | 2. αὖ δοχή τοῦτο   | 3. εἶσι אשרים     | 4. ὄν ἐγκανάσσω  | 5. ἐπινάω     | 6. σιρωτόν  | 7. ?             |
| Traduction Française:  | 1. L’huile d’olive | 2. de ce recipient | 3. est à Asherah. | 4. Il est versé  | 5. dedans     | 6. le silo  | 7. ?             |

Notamment, les libations étaient courantes dans les cérémonies de la Grèce antique et l'huile d'olive était un ingrédient courant. Possiblement, la divinité SA-RA-ME correspond à la déesse sémitique, le pôle Asherah (hébreu, singulier : As'era [אשרה], pluriel : As'erime [אשרים]). La divinité est parfois appelée I-DA-MI ( grec : δαίμων ).

### Autres propositions d'identifications de mots
D'autres tentatives d'identification de groupes de signes ont été discutées.
On a repéré les signes MA+RU avec une ligature, en suggérant qu'il soit question de « la laine », évoquant son synonyme en grec classique ὁ μαλλός (ho mallós) comme aussi τὸ μῆλον (to mêlon) « la chèvre, le mouton » ; une assonance étonnante de ce vocable minoen. MA+RU a été relevée avec le sumérien bar-LU dont le sens précis est « assemblage des meilleures laines » et qui comprend le logogramme sumérien bar « toison » (il est vrai que ce signe polysémique signifiait également « extérieur », « entrailles », « étranger », « ouvrir », etc.). Pareillement, une autre ligature entre les signes RU+YA avec le sens possible de « grenade » (un fruit consacré à la grande déesse minoenne, comme le pavot, et dont les graines jouaient un rôle particulier, à l’instar du mythe de Perséphone) évoque le grec classique ἡ ῥοιά (hê rhoiá) « le grenadier, la grenade ».

### L'hypothèse sémitique
L'historien et archéologue néerlandais Jan Best a proposé une adhésion de la langue de « linéaire A » à la famille des langues sémitiques. Dans l'expression A-SA-SA-RA déjà évoquée, il a retrouvé la déesse sémitique Ashera, dont le culte était associé d'après lui au labrys minoen. Il veut aussi avoir discerné le formulaire votif A-TA-NŪ-TĪ « j'ai donné » comme des paroles ressemblant aux dialectes sémitiques du nord-ouest, c'est-à-dire l'ougaritique, le phénicien, etc.
Le terme KU-RO, « total », est proche du terme synonyme en langue sémitique *kwl. En outre, dans l'une des tablettes du corpus retrouvé à Haghia Triada (HT 31), on observe une liste de différents types de vases avec des noms dont certains (si on les lit avec les valeurs phonétiques du « linéaire B ») évoquent fortement des noms similaires dans le monde sémitique. Mais ces exemples sont isolés, et en tout cas pour les noms de vases, il peut s'agir de simples emprunts à une autre langue.

### L'hypothèse indo-iranienne
Les travaux publiés à partir de 1996 par un chercheur français, Hubert La Marle, ont développé des méthodes différentes mais convergentes de déchiffrement, fondées à la fois sur l'épigraphie comparée des écritures est-méditerranéennes de l'âge du bronze et sur les fréquences des signes courants, et ont abouti à dégager les fondements d'une langue se rattachant à la branche indo-iranienne de l'indo-européen. Selon cette interprétation, on aurait donc affaire non pas à une langue agglutinante mais bien à une langue flexionnelle de type indo-européen, comme du reste cela avait déjà été supposé par les chercheurs de l'école italienne dès la fin des années 1940. Dans leur principe, les désinences n'auraient finalement pas été si différentes de celles du « linéaire B », quoiqu'il ne s'agisse pas, dans le détail, de terminaisons de type grec. H. La Marle a présenté le résultat de ses travaux lors de conférences données à la Faculté d'histoire et d'archéologie de l'Université de Crète (Réthymnon) et dans diverses rencontres internationales.

## Éditions des textes
- A. Evans, Scripta Minoa, the written documents of Minoan Crete, with special reference to the archive of Knossos, Oxford 1909.
- W. C. Brice, Inscriptions in the Minoan linear script of class A, Oxford 1961 (ouvrage édité par W. C. Brice d'après les notes d'Arthur Evans et de Sir John Myres).
- J. Raison, M. Pope, Corpus transnuméré du linéaire A, Louvain 1980.
- L. Godart, J.-P. Olivier, GORILA, Recueil des inscriptions en linéaire A, Paris 1976–1985, 5 volumes.
- C. Consani, M. Negri, et alii, Testi minoici trascritti : con interpretazione e glossario, Incunabula Graeca 100, Rome 1999.

## Littérature
- (en) John Bennet, « Now you see it ; Now you don't ! The disappearance of the Linear A script on Crete », dans J. Baines, J. Bennet, S. Houston (edd.), The disappearance of writing systems, London, Equinox Publishing Ltd., 2008.
- (en) Jan Best, « The Language of Linear A », dans Jan Best, Fred Woudhuizen (edd.), Lost Languages from the Mediterranean, Leiden et al., Brill, 1989, p. 1–34.
- Larissa Bonfante, John Chadwick, B. F. Cook, W. V. Davies, J. F. Haley, J. T. Hooker et C. B. F. Walker, La naissance des écritures. Du cunéiforme à l'alphabet, Paris, Seuil, 1994 (en particulier le texte de John Chadwick sur le linéaire A, pp. 231–236, au sein de sa contribution sur le « Linéaire B et écritures apparentées »).
- Yves Duhoux, « Le linéaire A : problèmes de déchiffrement », dans Y. Duhoux, T. G. Palaima, J. Bennet (edd.), Problems in Decipherment, Louvain-la-Neuve, Bibliotheque Des Cahiers de L'Institute de Linguistique de Louvain, 1989, p. 59–119.
- (en) Yves Duhoux, « Pre-Hellenic Language(s) of Crete », The Journal of Indo-European Studies, vol. 26, nos 1–2,‎ 1998, p. 1–39.
- Hubert La Marle, Linéaire A : La première écriture syllabique de Crète. Essai de lecture, Paris, 1996.
- Hubert La Marle, Introduction au linéaire A. Lire et comprendre l'écriture syllabique de Crète minoenne, Paris, Geuthner, 2000.
- (en) Hubert La Marle, Reading Linear A : Script, Morphology, and Glossary of Minoan Language, Paris, Geuthner, 2010, 155 p. (ISBN 978-2-7053-3820-6 et 2-7053-3820-9).
- Dimitris Michalopoulos, "Débris d'un monde d'antan", La mer toujours par le collège des Lettres de l'Académie des Arts et Sciences de la Mer, Guimaec: Éditions le Cormoran, 2019, pp. 31-46.  (ISBN 978-2-916687-27-8).
- Jean-Pierre Olivier, « Les écritures syllabiques égéennes et leur diffusion en Egypte au premier millénaire avant notre ère », dans Actes du premier forum international du Centre de Calligraphie de la Bibliotheca Alexandrina, 24-27 avril 2003. Bibliotheca alexandrina, Paris, Éditions de la Bibliotheca Alexandrina, 2007, p. 167–181 (document en ligne sur le site du Centre d'étude sur l'écriture et l'image, Paris 7).
- (en) Gareth Owens, « The structure of the Minoan Language », The Journal of Indo-European Studies, vol. 27, nos 1–2,‎ 1999, p. 15–55.
- (en) Ilse Schoep, « The Administration of Neopalatial Crete. A critical Assessment of the Linear A Tablets and their Role in the Administration Process », Minos. Suplementos, vol. 17, nos 1–2,‎ 2002, p. 15–55.
- René Treuil, Pascal Darcque, Jean-Claude Poursat et Gilles Touchais, Les Civilisations Égéennes : Du Néolithique et de l'Âge du Bronze, Paris, PUF, 1989
- (en) J. G. Younger et P. Rehak, « The Material Culture of Neopalatial Crete », dans Cynthia W. Shelmerdine (ed.), The Cambridge companion to the Aegean Bronze Age, Cambridge, Cambridge University Press, 2011, p. 141–164.